# The Black Album
A The Black Album Prince tizenhatodik stúdióalbuma, amelyet 1994. november 22-én adta ki a Warner Bros. Records. Eredetileg 1987. december 8-án jelent volna meg a Sign o' the Times után, cím és Prince neve nélkül egy fekete borítóval (innen jön az album címe). Ezzel az albummal akarta visszaszerezni a fekete közönségét, amelyet a pop irányába való elhúzásával elvesztett. Az albumot megjelenése előtt The Funk Bible címen emlegették.
Az 1987-es promocionális kiadáson nem szerepelt cím, az előadó neve,  az utómunkálatok végzők nevei, illetve fénykép se, egy tiszta fekete borítóban érkezett az album. A kereskedelmi kiadáson csak egy katalógus-szám szerepelt volna a lemezen, rózsaszín színben. Miután Prince úgy gondolta, hogy az album "gonosz", egy héttel a kiadás előtt visszavonta azt. Helyette a Lovesexy jelent meg, amely egy pop-központú album, vallási témával.

## Háttér
Az album első dalán a lemez címét The Funk Bibleként emlegetik. A végleges cím az album teljesen fekete borítójára és a fekete közönségének visszaszerzésére is utal.
A Bob George később szerepelt Madonna Like a Prayer számának Dub Beats remixén. 

### Visszavonás
Az albumot nem sokkal a tervezett eredeti kiadási dátum után Prince elhagyta azt, mert úgy gondolta, hogy az album "gonosz". Mindezt befolyásolhatta azt, hogy Prince-nek rossz tapasztalatai voltak MDMA-vel. A zenész visszahivatta az összes albumot és a néhány példány, amely mégis el lett adva, a következő években gyakran volt bootlegelve.
A The Beach Boys 1967-es Smile albuma óta ez lett az egyik legikonikusabb kiadatlan album. Több híresség, mint The Edge és Bono is azt mondta, hogy 1988-ban a kedvenc albumuk volt. 
A Lovesexy első kislemezének, az "Alphabet St."-nek a videóklipjében szerepelt egy üzenet "Ne vegyétek meg a The Black Album-ot, sajnálom" (angolul: "Don't buy The Black Album, I'm sorry."). 2016 áprilisában a Discogs-on eladtak egy eredeti 1987-es kiadást, az időben rekord 15 ezer dollárért. 2017-ben az Egyesült Államokban megtaláltak öt újabb példányt, melyek közül az egyiket több, mint 42 ezer dollárért adták el.

### Megjelenés
A The Black Album végül 1994. november 22-én jelent meg és 1995. január 27-ig volt megvehető. Ezután legközelebb a Tidal-on volt megtalálható 2016-ban.
Az első 1000 ember, akik tulajdonosai voltak egy bootleg verziónak és visszaküldték azt, megkapták ingyen a hivatalos albumot a Warner Bros.-tól.

## Számlista
Első oldal
1. Le Grind – 6:44
2. Cindy C. – 6:15
3. Dead on It – 4:37
4. When 2 R in Love – 3:59 *

Második oldal
1. Bob George – 5:36
2. Superfunkycalifragisexy – 5:55
3. 2 Nigs United 4 West Compton – 7:01
4. Rockhard in a Funky Place – 4:31

- a Lovesexy-n is szerepel

## Közreműködők
- Prince – ének és hangszerek
- Sheila E. – háttérének (1), ütőhangszerek (2), dobok (7)
- Eric Leeds – szaxofon (1, 2, 8)
- Atlanta Bliss – trombita (1, 2, 8)
- Cat Glover – háttérének (1, 2), rap (2), vokál (7)
- Boni Boyer – háttérének (1)
- Susannah Melvoin – háttérének (8)
- Susan Rogers – hangmérnök

## Slágerlisták
| Slágerlista (1994)                    | Legmagasabb pozíció |
| ------------------------------------- | ------------------- |
| Ausztrál Albumok (ARIA)               | 15                  |
| Osztrák Albumok (Ö3 Austria)          | 7                   |
| Holland Albumok (Album Top 100)       | 35                  |
| Német Albumok (Offizielle Top 100)    | 49                  |
| Svájci Albumok (Schweizer Hitparade)  | 8                   |
| UK Albums (OCC)                       | 36                  |
| US Billboard 200                      | 47                  |
| US Top R&B/Hip-Hop Albums (Billboard) | 18                  |